# Baalis
Baalis (hebr. בַּעֲלִיס) – wzmiankowany w Biblii król Ammonitów, który panować miał w pierwszej połowie VI w. p.n.e. Zgodnie z przekazem biblijnym (Księga Jeremiasza 40:14) to on posłał Judejczyka Izmaela aby zamordował Godoliasza, zarządcę Judy z nadania babilońskiego. Część uczonych identyfikuje Baalisa z Baal-Jaszą (Baʿlyašu) wspomnianym w inskrypcji widniejącej na odcisku pieczęci odnalezionej w ammonickiej cytadeli w Tall al-Umayri w Jordanii. Cała inskrypcja, datowana paleograficznie na ok. 600 r. p.n.e., brzmi „Milkom'awr, sługa Baal-Jaszy” (lmlkm'wr /ʿb/d bʿlyšʿ) i na jej podstawie przypuszcza się, że pieczęć należeć musiała do ammonickiego dostojnika. Inni uczeni odrzucają identyfikację Baalisa z Baal-Jaszą twierdząc, iż oba imiona różnią się od siebie etymologicznie. 
Samo imię Baalis wydaje się składać z elementu teoforycznego Baal i dołączonego do niego sufiksu o niejasnym znaczeniu. Jego występowanie potwierdzone jest w dokumentach z Ugarit, gdzie zapisywane było w formie Bʿls (zapis alfabetyczny) lub Baʿala-si (zapis sylabiczny).